# Forte do Monte do Maio
O Forte do Monte do Maio localizava-se no concelho de Santa Cruz das Flores, na ilha das Flores, nos Açores.
Em posição dominante sobre o seu trecho do litoral, constituiu-se em um forte à defesa contra os ataques de piratas e corsários, outrora frequentes nesta região do oceano Atlântico.

## História
A "Relação" do marechal de campo Barão de Bastos em 1862 assinala que "Tem uma pequena caza arruinada" e observa:
"Como obra defensiva pode desde já desprezar-se pela nenhuma importância militar da Ilha, onde mesmo não há pessoal nem material algum de guerra; todavia, seria conveniente q. este forte fosse entregue á respectiva Camara M.al p.ª tractar da sua conservação como o ponto mais proprio para indicar o porto principal da Ilha, e ali arvorar-se a bandeira Nacional."
A estrutura não chegou até aos nossos dias.